# Eryngium ternatum
Eryngium ternatum är en flockblommig växtart som beskrevs av Jean Louis Marie Poiret. Eryngium ternatum ingår i släktet martornar, och familjen flockblommiga växter. Inga underarter finns listade i Catalogue of Life.